# Seeschifffahrtsstraßen-Ordnung
Die Seeschifffahrtsstraßen-Ordnung (SeeSchStrO) ist Bestandteil des deutschen Seeverkehrs- bzw. Schifffahrtsrechts. Sie ergänzt und verdrängt die internationalen Kollisionsverhütungsregeln auf deutschen Seeschifffahrtsstraßen.
In der Emsmündung gilt die Schifffahrtsordnung Emsmündung, die einen bilateralen Vertrag mit den Niederlanden umsetzt, in der die Seeschiffahrtsstraßen-Ordnung fast unverändert übernommen wird. Näheres siehe unter „Örtlicher Geltungsbereich“.
Die Grundlage der SeeSchStrO als Rechtsverordnung findet sich im Seeaufgabengesetz.
Wesentliche Bestandteile sind die Fahrregeln auf diesen Gewässern und die Vorschriften über die zu verwendenden und zu beachtenden Sichtzeichen und Schallsignale.
Die SeeSchStrO gilt für alle Verkehrsteilnehmer gleichermaßen, d. h. auch für Sportboote. Die SeeSchStrO wird von einer Vielzahl weiterer Gesetze und Verordnungen ergänzt. Auf den Wasserstraßen, die weiter landeinwärts liegen, gilt die Binnenschifffahrtsstraßen-Ordnung (BinSchStrO).

## Übersicht der Seeschifffahrtsstraßen-Ordnung
(SeeSchStrO vom 22. Oktober 1998; Stichworte in Klammern nur auszugsweise)
1. Allgemeine Bestimmungen (Geltungsbereich, Begriffsbestimmungen, Grundregeln)
2. Sichtzeichen und Schallsignale der Fahrzeuge (Positionslaternen, Schallsignale, Regelungen für Kleinfahrzeuge)
3. Schallsignale der Fahrzeuge (aufgehoben)
4. Fahrregeln (Rechtsfahrgebot, Überholen, Begegnen, Fahrgeschwindigkeit, Fahrbeschränkungen und Fahrverbote)
5. Ruhender Verkehr (Ankern, Anlegen und Festmachen, Vorbeifahren, Gefahrgut)
6. Sonstige Vorschriften (Verhalten bei Schiffsunfällen, Fischerei, Fahrgastschiffe und Fähren)
7. Ergänzende Vorschriften für den Nord-Ostsee-Kanal
8. Aufgaben der Wasserstraßen- und Schifffahrtsverwaltung des Bundes
9. Bußgeld- und Schlussvorschriften

Anlagen
- Anlage I: Schifffahrtszeichen (siehe Bildtafel der Seeschifffahrtszeichen in Deutschland)
- Anlage II: Sichtzeichen und Schallsignale der Fahrzeuge
- Anlage III: Karte zum Geltungsbereich der SeeSchStrO
- Anlage IV ist aufgehoben

## Örtlicher Geltungsbereich
(siehe § 1 SeeSchStrO)
- Erstens gilt die SeeSchStrO im Küstenbereich (d. h. auf den Seewasserstraßen) bis zu einer Linie 3 Seemeilen seewärts der Küstenlinie bzw. der seewärtigen Begrenzung der Binnenwasserstraßen.
  - Ausnahme hiervon ist der Bereich der Emsmündung; hier gilt die Schifffahrtsordnung Emsmündung.
  - Die Gültigkeit der SeeSchStrO geht über die o. g. 3-Seemeilen-Linie hinaus für die mit Lateraltonnen bezeichneten Fahrwasser im Küstenmeer, z. B. Mündungen der Jade und Unterweser.

- Zweitens gilt die SeeSchStrO auf den in § 1 genannten und begrenzten Binnenwasserstraßen. Sollte es binnenwärts der hier genannten Grenzen noch schiffbare Fahrwasser geben, gilt dort die Binnenschifffahrtsstraßen-Ordnung (BinSchStrO).

- Für das sogenannte „übrige deutsche Küstenmeer“, also den Bereich zwischen der oben genannten 3-Seemeilen-Linie (bzw. Beginn der lateralen Betonnung) und der seewärtigen Grenze des Küstenmeeres, gelten lediglich ausgewählte Paragrafen der SeeSchStrO, und zwar genau die, die in § 1 Abs. 2 genannt sind.

- Die SeeSchStrO gilt in den o. g. Gebieten auch auf den bundeseigenen Schifffahrtsanlagen (z. B. Schleusen) und in den öffentlichen bundeseigenen Häfen.

Zur besseren Veranschaulichung ist dem Text der SeeSchStrO als Anhang eine Karte des Geltungsbereiches beigefügt.

## Einordnung der SeeSchStrO
Die SeeSchStrO ersetzt nicht die internationalen Kollisionsverhütungsregeln (KVR), sondern ergänzt bzw. präzisiert diese im Sinne eines spezielleren Rechts.
Allgemein gesagt: Dort, wo die SeeSchStrO eine spezielle Regelung trifft, gilt diese (auch abweichend von den KVR); ansonsten gelten die Kollisionsverhütungsregeln.
Im Text der SeeSchStrO wird vielfach auf die KVR Bezug genommen, so z. B. bei den Begriffsbestimmungen (§ 2) oder einzelnen Fahrregeln.
Die wesentliche Ergänzung der SeeSchStrO bilden die Bekanntmachungen der Generaldirektion Wasserstraßen und Schifffahrt zur SeeSchStrO. In diesen Bekanntmachungen wird die SeeSchStrO weiter präzisiert und insbesondere an die besonderen örtlichen Verhältnisse der jeweiligen Wasserstraße angepasst und im Bundesanzeiger veröffentlicht.
Die Bekanntmachungen werden durch die Generaldirektion Wasserstraßen und Schifffahrt jeweils für ihren Zuständigkeitsbereich herausgegeben und regelmäßig aktualisiert.
Weitere Ergänzungen finden sich u. a. in speziellen Befahrensregelungen (z. B. für Nationalparks).

## Besondere Regelungen der SeeSchStrO (Auswahl)
(insbesondere Regelungen, die von den KVR abweichen oder über diese hinausgehen)
- § 2 Begriffsbestimmungen definiert u. a. „besondere“ Fahrzeugklassen wie die außergewöhnlich großen Fahrzeuge und Wegerechtschiffe, für die besondere Fahrregeln und Einschränkungen gelten.

- § 23 Überholen und § 24 Begegnen bilden die Grundlage für die in den „Bekanntmachungen“ geregelten Überhol- und Begegnungsverbote für bestimmte Fahrzeuge in genau festgelegten Abschnitten der Fahrwasser.

- § 25 Vorfahrt der Schifffahrt im Fahrwasser ist hinsichtlich der Fahrregeln die tiefgreifendste Abweichung von den KVR. Im Gegensatz zum Nicht-Behinderungs-Gebot der KVR legt die SeeSchStrO verbindlich fest, dass im Fahrwasser fahrende und dem Fahrwasserverlauf folgende Schiffe Vorfahrt haben.

- § 30 Fahrbeschränkungen und Fahrverbote enthält den sogenannten „Tankerstop“. Demnach dürfen Schiffe, die bestimmte gefährliche Stoffe als Massengut befördern, die Seeschiffahrtsstraße nur unter bestimmten Voraussetzungen (d. h. nur bei guter Sicht) befahren. Des Weiteren bildet der § 30 die Grundlage für die tidenabhängig geregelten Fahrbeschränkungen, die in Form der sog. „Tidefahrpläne“ in den „Bekanntmachungen“ geregelt sind.

- § 32 Ankern bildet die Grundlage für die in den „Bekanntmachungen“ erfolgte Festlegung von Reeden mit besonderer Zweckbestimmung. Dort ist z. B. detailliert festgelegt, welche Reeden von welchen Fahrzeugen – auch ladungsabhängig – zum Warten sowie zum Umschlag von Gütern und zum Bunkern benutzt werden dürfen.

- Die §§ 55–60 regeln besondere Aufgaben und Zuständigkeiten der Behörden der Wasser- und Schifffahrtsverwaltung des Bundes; insbesondere im Zusammenhang mit der Tätigkeit der Verkehrszentralen (Vessel Traffic Service). Ebenfalls finden sich hier Meldeverpflichtungen der Schifffahrt und Festlegungen zur Schifffahrtspolizei (u. a. Genehmigungen, Befreiungen, Verfügungen)